# Мясопуст
Мясопу́ст (глаг. ⰿⱗⱄⱁⱂⱆⱄⱅⱏ, церк.-слав. мѧсопоу́стъ) — период заговенья на мясные продукты перед постом. В Православной церкви это:
1. Великий мясопуст, или Мясопуст — последний день зимнего мясоеда — Неделя о Страшном суде — третий из четырёх подготовительных воскресных дней к Великому посту, который следует после Недели о блудном сыне и пред Неделей сыропустной[1][2][3][4][5].
2. Петров мясопуст — заговенье перед Петровым постом — последний день весеннего мясоеда — Неделя всех святых (греч. Κυριακὴ τῶν Ἁγίων Πάντων)[5][6][7][8][9].

В Католической церкви также выделялось время перед Великим постом, которое считалось подготовкой к посту, однако на Втором Ватиканском соборе (1965) в ходе реформы литургии три подготовительные недели перед Великим постом были упразднены.
В славянской традиции под мясопустом понимается праздник, отмечаемый в течение недели или трёх дней перед Великим постом и обозначающий в народном календаре границу зимы и весны, а также Мясоеда и Великого поста.

## Этимология
По мнению литургиста К. Т. Никольского, это калька с др.-греч. Ἀπό-κρεω «мясо оставляю», «мясо отпускаю» и с латинского carnis privium — «мяса отпуст». Макс Фасмер считает, что это, вероятно, калька из лат. carnisprivium или ср.-лат. саrnevalе, обращая также внимание и на диалектное итальянское саrnelаsciarе и более отдалённое позднегреческое ἀπόκρεως «время карнавала». Кроме того, Фасмер считает церк.-слав. мѧсопоу́стъ переводом греч. τεσσᾰρᾰκοστή «сорокадневный пост». По мнению же Т. В. Булыгиной и А. Д. Шмелёва, калькой слова «carnevale» стали первоначально термины западнославянских языков, уже, в свою очередь, заимствованные русским языком.
В. М. Истрин, изучивший и издавший «Хронику Георгия Амартола», один из памятников славянской литературы X—XI веков, установил, что славянское слово «мѧсопоустъ», употреблённое в произведении, соответствует «ἀπόκρεως» («мясо оставляю») в оригинале:

бысть же и развращение ѡ пасцҍ, множаише ѿ людїи створиша мѧсопоустъ прежде царѧ, царь (Иустиниан) же повелҍ едину неделю продати мѧсо, вси же мѧсопродавци заклѧша, и никтож не коуплѧше, ибо не ѩдѧхоу, пасха же бысть. ѩко царь повелҍ, и ѡбрҍтошѧ людие постившесѧ недѣлю излише
Оригинальный текст (др.-греч.)Γέγονε δὲ καὶ διαστροφὴ περὶ τοῦ πάσχα, καὶ ὁ μὲν πλεῖστος λαὸς ἐποίησε τὴν ἀπόκρεων πρὸ τοῦ βασιλέως. ὁ δὲ βασιλεὺς προσέταξεν ἑτέραν ἑβδομάδα πραθῆναι κρέα, καὶ πάντες οἱ κρεοπῶλαι σφάξαντες, οὐδεὶς ἠγόραζεν· οὐδὲ γὰρ ἤσθιον. τὸ δὲ πάσχα γέγονεν, ὡς ὁ βασιλεὺς ἐκέλευσεν, καὶ εὑρέθη νηστεύων ὁ λαὸς ἑβδομάδα περισσοτέραν.

Начиная с X века прилагательное «мясопустный», образованное от слова «мясопуст», употребляется на глаголице и кириллице в устойчивых выражениях Суббота мясопустная, Неделя мясопустная в евангелиях-апракосах, например: Ассеманиево Евангелие, Остромирово Евангелие, Архангельское Евангелие.
Срезневский И. И. приводит три значения в древнерусском языке, в котором употребляется слово «мясопуст»: 1) допущение в пищу мяса, 2) воскресенье перед масленицей, 3) четыредесятница.
В славянских источниках используется также слово «мѧсопуща», которое имеет значение: Четыредесятница, Великий пост. Иногда в славянских источниках и слово «мѧсопоустъ» используется как синоним слова «мѧсопуща».

## Противоречивость определений
В различных исторических регионах, где традиционно исповедуется христианство, под Мясопустом могут подразумеваться разные по своему смыслу понятия: сы́рная; укр. м᾽ясопу́ст, церк.-слав. мѧсопоустъ «сорокадневный пост», болг. месопу́ст «начало поста», сербохорв. месопуст, словен. mesopȗst «канун поста», чеш. masopust, словац. mäsopust, пол. mięsopust «масленица, карнавал».
Среди прочего, проблемы толкования слова «мясопуст», термина календарной ритуальной сферы, усугубляются возможностью смешения в данной сфере различных культурных традиций, как то христианства и язычества, православия и католичества. Например, по сведениям, собранным в конце XIX века в Галиции униатским священником Михаилом Зубрицким, можно сделать вывод, что среди подвергавшегося окатоличиванию славянского населения Австро-Венгерской империи считалось, что конец мясоеда отмечается не в мясопустное воскресенье (как у православных), а в Прощёное.
Также наблюдаются различия в определении данного термина. В. И. Даль даёт следующее определение: «день, в который по правосл. церк. уставу, мясная пища запрещена… (1); воскресенье за 56 дней до Пасхи, мясное заговенье, канун масляны (2)». На основании этого толкования и данных «Словаря русского языка XI—XVII вв.» филологи Т. В. Булыгина и А. Д. Шмелёв выделяют три противоречащих значения слова «мясопуст»:
1. мясоед, то есть период перед Сырной седмицей, когда мясо разрешено[27];
2. воскресенье непосредственно перед Сырной седмицей — за 56 дней до Пасхи, последний день разрешения на мясную пищу (по сути, детализация первого значения)[27];
3. период Сырной седмицы и Великого поста, в который вкушение мяса запрещено уставом[27].

Толкования словаря Ушакова и «Малого академического словаря» устраняют данную противоречивость, не приводя первого значения: «1. День, в который запрещено употребление мясной пищи. 2. Неделя перед т. наз. великим постом, масленица». Так же и термин «мясопустная неделя» трактуется и как неделя, предшествующая собственно Неделе мясопустной (то есть как последняя неделя с разрешением на вкушение мяса), и как неделя непосредственно вслед за Неделей мясопустной (то есть как первая неделя с запрещением на мясную пищу), что также представлено в словарях. Кроме того, данный разнобой наблюдается при понимании выражений «мясопуст» и «мясопустная неделя» и обусловлен неясностью этимологии, основанной на трёх возможных толкованиях в наивном сознании элемента -пуст (пустой, отпустить и допустить), при употреблении же в реальной речевой практике эти слова используются либо как термин, обозначающий воскресенье «о Страшном суде», либо в связи с масленицей, сырной седмицей.
Данный парадокс имеет и историко-лингвистические причины. Так, по мнению Т. В. Булыгиной и А. Д. Шмелёва, калькой carnevale, к которому восходит одна из возможных этимологий слова «мясопуст», стали первоначально термины западнославянских языков, уже в свою очередь заимствованные русским языком. Данные термины имеют традиционный перевод «карнавал, масленица», ибо под ними понимается период, аналогичный масленице, во время которого у западных христиан, в частности у католиков, вкушение мяса разрешено. Так, концептом термина mięsopust в польском языке стало «дозволение мяса», а одним из его значений — «мясоед». По предположению тех же учёных, при заимствовании русскими православными было обнаружено несоответствие интенсионала и экстенсионала: интенсионал говорил о допущении вкушения мяса, а экстенсионал указывал на период запрещения мясной пищи, и неизбежно было переосмысление либо первого, либо второго. Результатом первого переосмысления стало понимание под «мясопустом» не масленицы, а предшествующего ей периода, мясоеда, результатом второго — понимание элемента -пуст в значении «пустой» вкупе с обозначением масленицы, чтобы указать на запрещение мяса. Кроме того, термин «мясопуст» оказался естественно связан с границей обоих периодов, до и после запрещения вкушения мяса, а именно днём, когда идёт прощание с мясом (прощание здесь — концепт элемента -пуст (ср. отпустить)). Таким образом, определяющее влияние на понимание самого термина в целом оказала именно интерпретация морфемы данного слова (-пуст), зависящая «от того, что именно интерпретатор считает наиболее значимостью данного периода времени». Так неточность и противоречивость понимания в сознании носителей языка слова «мясопуст» отразились в его словарных определениях, став причиной их противоречивости.

## Мясопуст в славянской традиции
Период перед Великим постом широко отмечался в календаре русских, западных славян и южных славян-католиков, менее широко — у сербов, болгар и македонцев, очень скромно — у украинцев и белорусов. Совершались ритуалы, адресованные той части молодёжи, которой по возрасту полагалось вступить в брак, но она — по каким-либо причинам — не выполнила своего жизненного предназначения. Молодые люди и девушки подвергались осуждению и символическому наказанию (см. Колодка).